# Mmen
Mmen is een dorp in de Nord-Ouest provincie, in het westen van Kameroen. Het dorp is gelegen in het departement Menchum